# FN:s fredsbevarande styrkor i Kongo-Kinshasa
FN:s fredsbevarande styrkor i Kongo-Kinshasa (franska till 2010 Mission de l'Organisation des Nations unies en république démocratique du Congo, MONUC, därefter Mission de l'Organisation des Nations unies pour la stabilisation en république démocratique du Congo, MONUSCO) är Förenta nationernas fredsbevarande styrka i Kongo-Kinshasa, med högkvarter i Kinshasa.
MONUC etablerades i september 1999 och dess uppdrag, enligt beslut i FN:s säkerhetsråd den 24 februari 2000, är att övervaka fredsprocessen efter andra Kongokriget men mycket av dess fokus har dock kommit att förskjutas till Iturikonflikten. MONUC skall samverka med den Gemensamma Militärkommissionen (JMC), upprättad av OAU och parterna som 1999 skrev under eldupphöravtalet.
Fredsstyrkan består av sex avdelningar, var och en med sin egen stabsfunktion. Den operativa styrkan består i september 2021 av cirka 14 000 militärer.
Sverige deltog med en flygplatsenhet FK01 och FK02 i staden Kindu under åren 2003–2004.